# 산제국민학교
산제국민학교는 경상북도 의성군 비안면에 있었던 국민학교이다.

## 연혁
- 1944년 3월 21일 산제국민학교 설립 인가
- 1944년 4월 1일 산제국민학교 개교
- 1994년 3월 1일 폐교 및 도리원국민학교 통폐합